# John Sexton
Pour les articles homonymes, voir Sexton.
John Sexton, né le 29 septembre 1942, est un professeur de droit américain et le 15e président de l'université de New York (NYU) depuis 2002.

## Biographie
Après des études d'histoire, et de religions comparées, John Sexton obtient une thèse d'histoire de la religion américaine (sic) de l'université Fordham en 1978, et un doctorat de droit de la faculté de droit de l'université Harvard en 1979. Il a été l'assistant de Warren E. Burger, membre de la Cour suprême des États-Unis.
John Sexton est devenu en 1988 le doyen de la New York University School of Law, une des plus réputées des États-Unis, avant de devenir président de l'université de New York (NYU) le 17 mai 2002. Sous son administration, NYU s'est engagée en 2006 dans le développement international d'un réseau d'universités sœurs portant la « marque NYU » et délivrant des diplômes équivalents à ceux obtenus à New York avec l'ouverture en 2010 à Abou Dabi de la NYU-Émirats arabes unis et en 2013 de la NYU-Shanghai.
Il a été par ailleurs le chairman de conseil d'administration de la Réserve fédérale de la banque de New York de 2003 à 2007 et depuis 2006 est membre du Federal Reserve System's Council of Chairs.

## Publications
- Civil Procedure: Cases and Materials, John Sexton, John Cound, Jack Friedenthal, et Arthur R. Miller,  (ISBN 0-314-25329-7). Ce précis de droit civil est l'un des plus importants publiés aux États-Unis ces dernières années, utilisé par les deux tiers des étudiants américains.
- Baseball as a Road to God : See Beyond the Game, John Sexton, Thomas Oliphant, Peter J. Schwartz, éd. Gotham, 2013  (ISBN 978-1592407545).